# Hideaki Yanagida
Hideaki Yanagida (柳田 英明 (Yanagida Hideaki?); Hatirogata, 1º gennaio 1947) è un ex lottatore giapponese, specializzato nella lotta libera.

## Palmarès

### Olimpiadi
- 1 medaglia:
  - 1 oro (Monaco di Baviera 1972 nei -57 kg)

### Mondiali
- 2 medaglie:
  - 2 ori (Edmonton 1970 nei -57 kg; Sofia 1971 nei -57 kg)

### Giochi asiatici
- 1 medaglia:
  - 1 oro (Bangkok 1970 nei -57 kg)